# ماس إفكت: أندروميدا
ماس إفكت: أندروميدا (بالإنجليزية: Mass Effect: Andromeda)‏ ، هي لعبة فيديو إلكترونية من نوع RPG والتصويب من منظور الشخص الثالث ، صدرت اللعبة بتاريخ 21 مارس 2017م ، وتعمل على أنظمة ويندوز وبلاي ستيشن 4 وإكس بوكس ون.